# Parlamentní volby v Kamerunu v roce 2020
Parlamentní volby v Kamerunu se konaly dne 9. února 2020. Spolu s nimi se konaly i komunální volby. Ve volbách si většinu v Národním shromáždění udržela vládnoucí strana Kamerunské lidové demokratické hnutí.

## Situace před volbami
Volby se měly původně konat v roce 2018. V červnu 2018 však úřadující prezident Paul Biya poslal dopis vůdcům kamerunského senátu, ve kterém žádal o odložení voleb na říjen 2019. Dne 2. července 2018 parlament odhlasoval prodloužení svého mandátu o dvanáct měsíců. Před plánovaným datem voleb v červnu 2019 unikly na sociální média dokumenty, které dokládaly další jednání prezidenta s představiteli parlamentu o dalším odložení voleb tak, aby se jejich termín shodoval s komunálními volbami plánovanými na únor 2020. Předvolebnímu období dominovala probíhající anglofonní krize, při níž příznivci separatistické Ambazonie vyzvali k bojkotu voleb. Následné násilnosti vedly k nízké volební účasti v Severozápadním regionu a Jihozápadním regionu, přičemž separatisté tvrdily, že volby zde bojkotovalo 98 % oprávněných voličů.

## Volební systém
Poslanci Národního shromáždění se volí v 58 jedno- a vícemandátových volebních obvodech. V jednomandátových volebních obvodech se používá systém relativní většiny. Ve vícemandátových volebních obvodech se používá modifikovaný poměrný volební systém. V tomto případě pokud některá politická strana získá nadpoloviční většinu hlasů, získává všechny mandáty v daném volebním obvodu. Pokud žádná ze stran nadpoloviční většinu nezíská, pak polovinu mandátů získá nejsilnější strana a zbylé mandáty si poměrným podílem rozdělí ostatní strany, které získaly alespoň 5 % hlasů. K tomuto dělení dochází na základě Hareovy kvóty, podle které se počítá minimální hranice množství hlasů potřebných k zisku mandátu.

## Volební výsledky
| Politická strana                       | Hlasy     | %       | Mandáty | */- |
| -------------------------------------- | --------- | ------- | ------- | --- |
| Kamerunské lidové demokratické hnutí   |           |         | 139     | ▼9  |
| Národní unie pro demokracii a pokrok   |           |         | 7       | ▲2  |
| Sociálně demokratická fronta           |           |         | 5       | ▼13 |
| Kamerunská strana pro národní usmíření |           |         | 5       | ▲5  |
| Kamerunská demokratická unie           |           |         | 4       | -   |
| Fronta národní záchrany Kamerunu       |           |         | 3       | ▲3  |
| Hnutí za obranu republiky              |           |         | 2       | ▲1  |
| Svaz socialistických hnutí             |           |         | 2       | ▲2  |
| další politické strany                 |           |         | 0       | -   |
| neobsazeno                             |           |         | 13      | -   |
| Celkem                                 |           | 100 %   | 180     |     |
|                                        |           |         |         |     |
| Platných hlasů                         | 2 942 194 | 97,36 % |         |     |
| Neplatných hlasů                       | 79 753    | 2,64 %  |         |     |
| Celkem hlasů                           | 3 021 947 | 100 %   |         |     |
| Registrovaných voličů/volební účast    | 6 900 928 | 43,79 % | .       | .   |